# Брессер, Михаэл
Михаэл Антони Брессер (нидерл. Michael Anthony Bresser; родился 24 апреля, 2007, Ланкастер, Пенсильвания, США) — нидерландский футболист, защитник клуба ПСВ.

## Клубная карьера
Воспитанник ПСВ, 12 августа 2024 года Брессер дебютировал за фарм-клуб «Йонг ПСВ», выйдя в стартовом составе на матч Эрстедивизи против клуба «Йонг Аякс». 24 августа 2024 года впервые сыграл за основную команду ПСВ в Эредивизи, выйдя на замену в матче против «Алмере Сити».

## Карьера в сборной
Выступал за сборную Нидерландов до 17 лет.